# 沖縄県営鉄道与那原線
与那原線（よなばるせん）は、現在の沖縄県那覇市にあった那覇駅と、島尻郡与那原町にあった与那原駅を結んでいた、沖縄県営鉄道の鉄道路線。1914年（大正3年）に県営鉄道の最初の路線として開業したが、太平洋戦争末期の1945年（昭和20年）3月に運行を停止。沖縄戦で線路施設が破壊され、そのまま消滅した。

## 路線データ
運行停止時点
- 路線距離：那覇 - 与那原 約9.8km[2]
- 軌間：762mm[2]
- 駅数：9（起終点駅含む）[2]
- 複線区間：なし（全線単線）
- 電化区間：なし（全線非電化）

## 歴史
- 1914年（大正3年）12月1日 那覇 - 与那原間が開業、那覇駅・国場駅・南風原駅・与那原駅を開設[3]（与那原駅は仮設駅）
- 1915年（大正4年）
  - 1月20日 与那原仮駅を本設駅に移転
  - 7月27日 真玉橋駅・一日橋駅を開設
- 1917年（大正6年）1月23日 大里駅を開設
- 1922年（大正11年）3月28日 古波蔵駅を開設（同日開業した嘉手納線の分岐駅）
- 1934年（昭和9年）6月8日 真玉橋駅を移転
- 1936年（昭和11年）11月 宮平駅を開設
- 1941年（昭和16年）年間乗客数が328万人に[3]
- 1945年（昭和20年）3月 運行を停止

## 駅一覧
運行停止時点。全駅が沖縄県に所在
| 駅名     | 読み         | 接続路線（当時）         | 周辺施設（現在）                                                                                      | 開業年月日    | 市町村（現在） |
| -------- | ------------ | ------------------------ | --- | ------------- | -------------- |
| 那覇駅   | なは         | 沖縄県営鉄道：海陸連絡線 | 那覇バスターミナル（駅敷地の一部） 沖縄都市モノレール線旭橋駅                                         | 1914年12月1日 | 那覇市         |
| 古波蔵駅 | こはぐら     | 沖縄県営鉄道：嘉手納線   | | 1922年3月28日 | 那覇市         |
| 真玉橋駅 | まだんばし   |                          | | 1915年7月27日 | 那覇市         |
| 国場駅   | こくば       | 沖縄県営鉄道：糸満線     | | 1914年12月1日 | 那覇市         |
| 一日橋駅 | いちにちばし |                          | | 1915年7月27日 | 那覇市         |
| 南風原駅 | はえばる     |                          | | 1914年12月1日 | 南風原町       |
| 宮平駅   | みやひら     |                          | | 1936年11月    | 南風原町       |
| 大里駅   | おおざと     |                          | | 1917年1月23日 | 南城市         |
| 与那原駅 | よなばる     | 沖縄軌道                 | JAおきなわ与那原支店跡地 （2012年まで旧駅舎が同支店として利用されていたが2013年解体、2014年駅舎復元） | 1914年12月1日 | 与那原町       |

## 与那原駅駅舎復元
沿線の与那原町では、軽便鉄道開業100周年を記念して与那原駅舎を復元し、2014年4月に完成した。同駅跡地は戦後、与那原町役場やJAおきなわ与那原支店として使用されていたが、2012年にJAは移転、翌2013年に町が「与那原駅跡地整備検討委員会」を発足させて駅舎の復元に取り組んだ。
2015年1月31日、交通資料館「軽便与那原駅舎展示資料館」として開館した。